# Konkubinát
Konkubinát je historický a církevně-právní název pro soužití muže a ženy, které se podobá manželství, ale partneři neuzavřeli sňatek. Konkubína, zastarale kuběna nebo souložnice, je žena žijící s mužem v takovém soužití. Podobně jako manželství může mít konkubinát formu polygamickou nebo monogamickou. Monogamické formě konkubinátu odpovídá v moderní společnosti tzv. nesezdané soužití, tedy soužití muže a ženy mimo manželství, ačkoli obvykle již bez negativního chápání ze strany společnosti.
V tradičních společnostech konzervativního charakteru byla žena žijící v konkubinátě často považována za společensky méněcennou vůči ženě žijící v řádném manželství. V některých jiných kulturách měl muž, zejména vyššího sociálního postavení, právo mít vedle manželky nebo manželek i konkubíny. 
Z hlediska kanonického práva katolické církve je pro pokřtěné konkubinátem i soužití v manželství uzavřeném pouze občansky, ale nikoli církevně. V zemích, kde církev nemá právo uzavírat sňatky platné z hlediska civilního práva, proto katoličtí manželé uzavírají sňatek nadvakrát: občanský před úřadem a církevní před knězem. Tak tomu bylo i v Československu do roku 1992. 